# Evanyelía Anastasiadu
Evanyelía Anastasiadu (en griego: Ευαγγελία Αναστασιάδου; Kastoriá, 16 de marzo de 2002) es una deportista griega que compite en remo. Ganó tres medallas de plata en el Campeonato Europeo de Remo entre los años 2022 y 2024.

## Palmarés internacional
| Campeonato Europeo | Campeonato Europeo | Campeonato Europeo | Campeonato Europeo      |
| Año                | Lugar              | Medalla            | Prueba                  |
| ------------------ | ------------------ | ------------------ | ----------------------- |
| 2022               | Múnich (Alemania)  | Medalla de plata   | Scull individual        |
| 2023               | Bled (Eslovenia)   | Medalla de plata   | Scull individual ligero |
| 2024               | Szeged (Hungría)   | Medalla de plata   | Dos sin timonel         |